# Władimir Iwanow Georgiew
Władimir Iwanow Georgiew (bułg. Владимир Иванов Георгиев, ur. 16 lutego 1908 w Gabarze, zm. 1986 w Sofii) – bułgarski językoznawca.
W 1945 został profesorem uniwersytetu w Sofii, a w 1952 członkiem Bułgarskiej Akademii Nauk. Jest autorem wielu prac z zakresu paleolingwistyki basenu Morza Śródziemnego, pokrewieństwa języków indoeuropejskich w tym rejonie, onomastyki, historii języka bułgarskiego i etymologii. Ważniejsze jego prace to Byłgarska etimołogija i onomastika (1960), Introduzione alla storia delle lingue indeuropee (1966) i Trakite i technijat ezik (1977).